# كرنفال

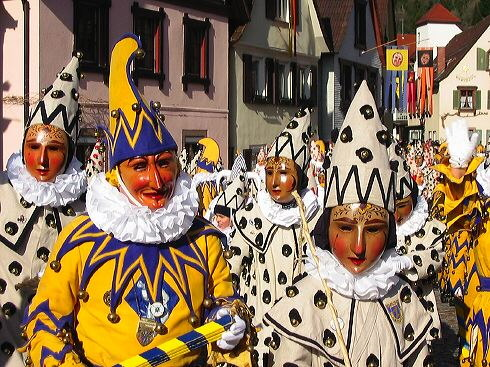
كرنفال سوابيا، ألمانيا.

كرنفال أو عيد المَرفَع أو أيام الرفاع أو الكزيرة (الإنجليزية: Carnival) هو احتفال وإستعراض شعبي، يجمع بين السيرك والاحتفالات الشعبيّة التي تجوب الشوارع، وعادًة ما تكون هذه الاستعراضات في موسم الكرنفال.
وتعتبر الكرنفالات تقليد كاثوليكي، ثم دخلت على الاحتفالات الأرثوذكسية، لكن الكنائس البروتستانتية، وخصوصًا المتشددة منها، كانت ترفض القيام بهذه الإستعراضات، علمًا أن عدد من الدول البروتستانتية اللوثرية والإنجليكانية تقيم طقوس واحتفالات الكرنفال. فقدت بعد فترة الكرنفالات هذا المعنى الديني، واتخذت شكلا علمانيًا لتنتشر في أرجاء العالم الغربي.
موسم الكرنفالات، يبدأ عادة مع العطلة التي تسبق الصيام الكبير، في المسيحية. لا أحد يعلم بالضبط المصدر الأساسي للكلمة، لكن المرجح أنها أتت من الكلمة (الإيطالية: carne) أو كارنوفالي carnovale، والتي أتت من (اللاتينية: carnem)، والتي تعني (اللحم)، وليفاري levare، والتي تعني (المخفف)، وحرفيًا تعني (الأبتعاد عن اللحوم). قيل أيضًا أنها نشأت من المعنى اللاتيني كاروس نافيلس carrus navalis، والتي أتت من اليونانية، وهي عربة كانت تحمل الإله أبولو، ليطوف بها بين الناس.
تبدأ الاحتفالات في الثالث من سيبتواغيسيما، وهو الأحد الأخير الذي يسبق أربعاء الرماد، لكنه في بعض الأماكن يبدأ قبل ذلك التاريخ بإثنى عشر ليلة، ويستمر حتى الليلة التي تسبق الصوم الكبير. وضعت هذه الفترة للإستمتاع بكل المنتجات الحيوانية كالزبدة، والبيض، التي يبدأ الصيام عنها. تنتهي هذه الاحتفالات في يوم ماردي جرا، والتي تعني (الثلاثاء الدسم)، قبل اليوم الذي يسبق أربعاء الرماد، بعدها تبدأ فترة الصيام التي تستمر 40 يومًا، وفي بعض الأحيان تستمر حتى يومي الأحد والسبت من الصيام الكبير.

## أصل الكرنفالات

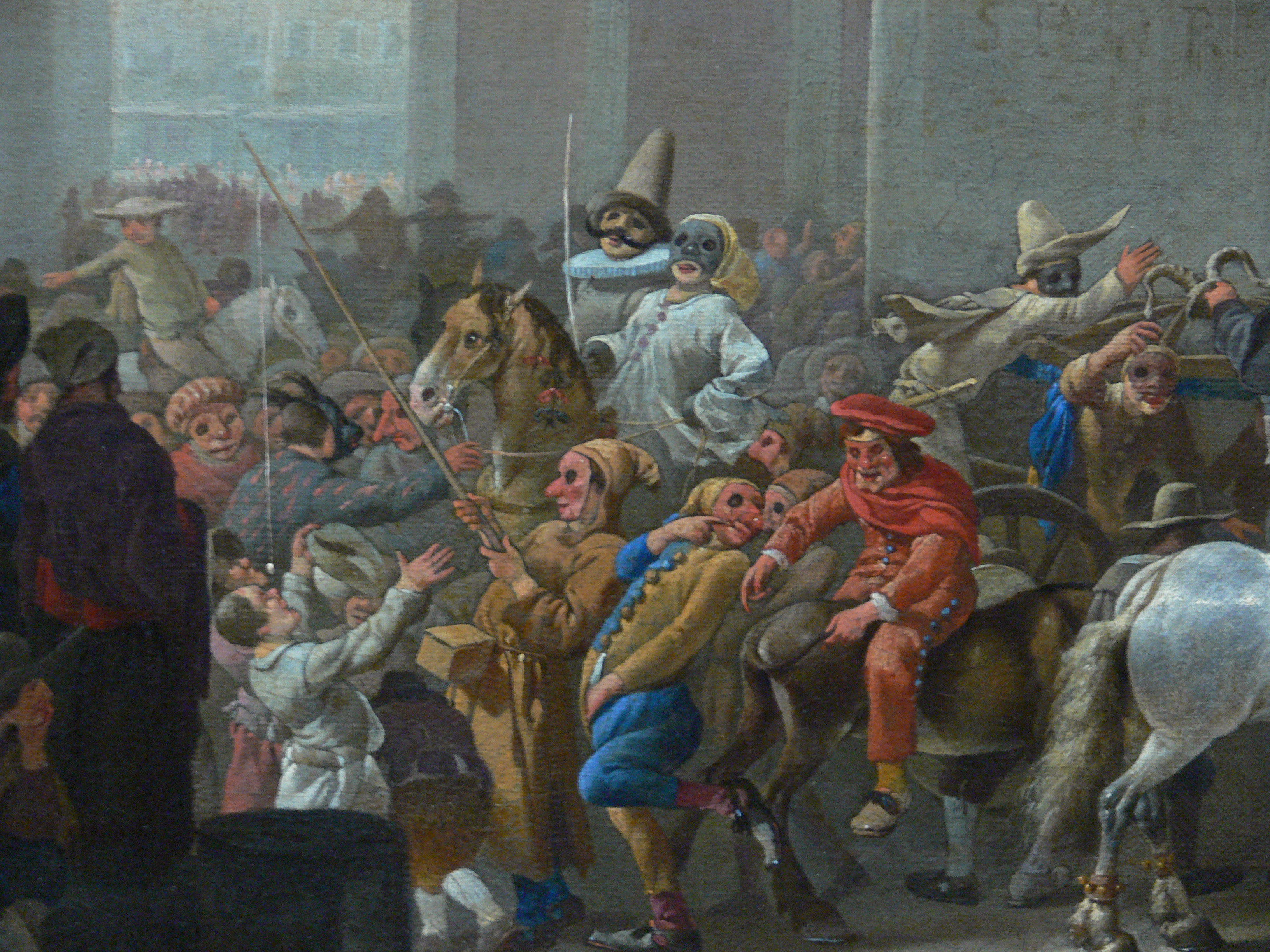
رسمة كرنفال روما، تعود لسنة 1650.

يُقال أن الكرنفال أتى من عيد كان يقام للإلهين، ساتور، وستورن، في أواخر الحكم الروماني، وكانت هذه المهرجانات تتميز بالفحش، والتحرر من جميع القيود.
هناك رواية أخرى تقول ان الكرنفالات نشأت في سويسرا، قبل المسيحية، فكانت الاحتفالات تقام مع بداية الربيع، لطرد الأرواح الشريرة كما يعتقدون، وكان الناس في هذه الاحتفالات يرتدون الأقنعة، وتتقدم الوفود الفرق الموسيقية، بعد ذلك تحولت إلى مواكب للقديسين مثل مريم العذراء. رغم أصله الوثني، إلا أته دخل الاحتفالات المسيحية، مما جعل الكنيسة خصوصًا في القرن السادس عشر، تسعى لمراقبتها خوفًا من التجاوزات.
بدأت فكرة الكرنفال في العالم المسيحي قبل مئات السّنين عندما قام أتباع الدّيانة الكاثوليكيّة في إيطاليا بارتداء ملابس باهرة مهرجانيّة ليوم واحد قبل أربعاء الرماد؛ أوّل يوم من عيد الفصح والصوم الكبير حيث يمتنعون فيه عن أكل اللّحوم. فجاء اسم (بالإيطالية: Carnevales) ليعني حرفيّا الابتعاد عن اللّحوم. ومع مرور الزّمن، أصبح الكرنفال احتفالًا مشهورًا انتشر في بلدان كاثوليكيّة أخرى في أوروبا أوّلًا، ولاحقًا في بلدان حول العالم خصوصًا البلدان ذات الثقافة الكاثوليكية وذلك نتيجة امتداد الحكم الأوروبيّ فيها. وتوسّع الكرنفال اليوم حتى أصبح احتفالًا موسميًّا سنويًّا حيث يبدأ عادة مع الأحد الأخير الذي يسبق أربعاء الرماد أو أبكر من ذلك بعدّة أيام وليال.
في الدول ذات الثقافة البروتستانتية يطلق على اليوم ما قبل أربعاء الرماد بفيتيسداجين، والمعروف أيضًا باسم «يوم الثلاثاء البدين» في التقويم المسيحي وفي المملكة المتحدة. يتم الاحتفال به في الدول البروتستانتية عن طريق تناول الكعك أو «السيملا» فضلًا عن البان كيك. السيملا هي نوع من المعجنات التقليدية المصنوعة من الطحين الأبيض.

## احتفالات حول العالم
من أشهر الاحتفالات التي تقام قبل فترة الصيام الكبير، في جميع أنحاء العالم مونتيفيديو في الأوروغواي، رييكيا في كرواتيا، ستروميكا في جمهورية مقدونيا، ألبورغ في الدنمارك، سان هيرتوغونبوخ وماسترخت في هولندا، كاركو في أنتيل الهولندية، كولن، دوسلدورف، ماينز، وراينلاند في ألمانيا، ريو دي جانيرو، ساو باولو، سيلفادور، ريسيفي في البرازيل، برانكلو وباستو في كولمبيا، في السواحل الإسبانية في ترينداد، سنتياغو في كوبا، البندقية في إيطاليا، نيس في فرنسا، باتراس في اليونان، نيو أورلينز، كاليفورنيا، بروكلين نيو يورك، وموبايل ألاباما في أمريكا، لاس بلاماس في جزر الكناري، سانتا كروز دي تناريفي، وقاديش في إسبانيا، إليسيه، بيانشيه، يوبين، هاسيليه، ومالميدي في بلجيكا، سيدني ماردي قراس للشواذ في سيدني، أستوراليا، وأيضا في كندا استعراض الاستعراضات قوا، في كرنفال كوبيك الشتوي، والذي يعتبر أكبر احتفالات الشتاء في العالم.

### النمسا
تسمى الكرنفالات في النمسا، وجنوب بافاريا، باسم «فاشينغ» (بالألمانية: Fasching)، والذي يصاحبه عدة أنواع من الفعاليات. الإستعراض الأول يسمى «فاشينغسفست» (بالألمانيّة: Faschingsfest)، ويرتدي فيه الناس ملابس غريبه كالذي يفعله الإمريكيون في الهالووين، هذه الإحتفلات غالبًا ما تكون في المنازل، عادة ما يذهب الأطفال للمدراس بها، وأيضا بعض البالغين، يذهب بها إلى مقار عمله.
أما في شهري ياناير وفبراير، فهو موسم الرقص وخصوصا في هوفبرغ، وفي فيينا التي تقيم مهرجان كبير يقام في دار أوبرا فيينا الشهيرة.

### بوليفيا
تُقام في بوليفيا واحدة من أهم الاحتفالات في إمريكا اللاتينية، ويُقام في مدينة أرورو في بوليفيا، وفي هذا اليوم والذي يسبق الصيام الكبير، تقام الإستعراضات الراقصة في وسط البلدة، وعلى امتداد خمسة كيلو مترات، يرتدي فيه الناس ملابس للشياطين والملائكة، ويستمر الاحتفال 18 ساعة تقريبًا.

### البرازيل

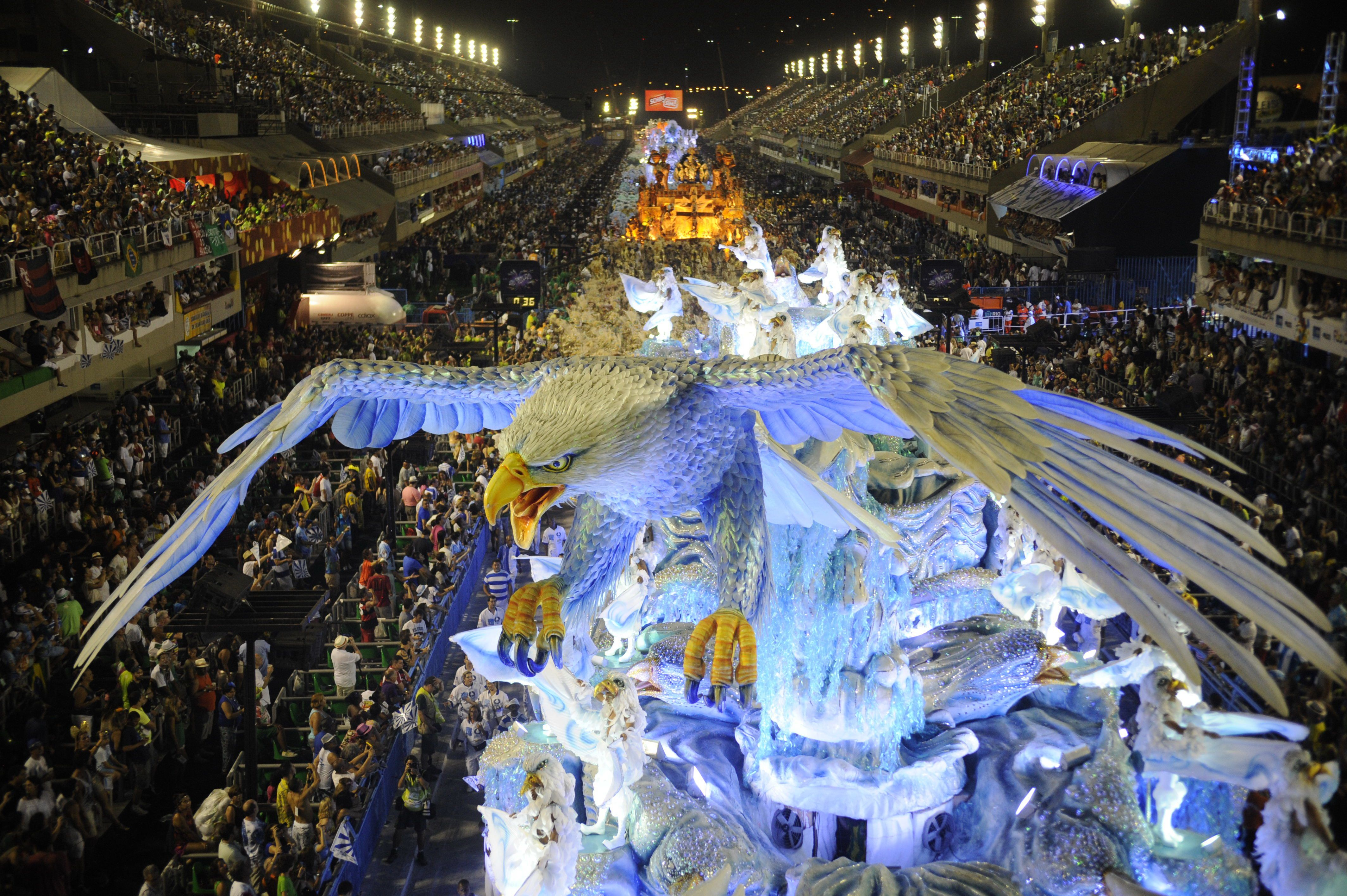
كرنفال ريو دي جانيرو بالبرازيل

أهم الاحتفالات تقام في مدينتي ريو دي جانيرو، وساو باولو، وتتميز هذه الإحتفلات ببروز الموروث البرازيلي، والرقصات البرازيلية المسماة بالسامبا. وهذا الكرنفال يُعتبر من أهم الاحتفالات في البرازيل ويقام كل سنة تقريباً لمدة أربعة أيام بلياليها. ويعتبر أيضاً من أشهر المهرجانات (الكرنفالات) في العالم. يُرافق الكرنفالات العروض العسكرية والرقصات العديدة ويتم التنافس بالرقص بين المدارس والمناطق المختلفة في البرازيل.

### الكاريبي
أغلب الجزر الكاريبية تقيم كرنفالات، لكن أشهرها هو كرنفال ترينيداد وتوباغو، أروبا، كراكاو، بربادوس، وسانت توماس.

### كولومبيا

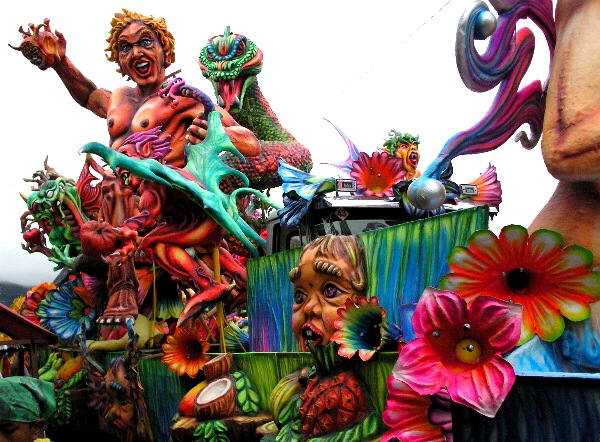
كرنفال باستو، كولومبيا

هناك دلائل على أن الكرنفالات كانت قائمة في كولومبيا، قبل وصول المستعمر الإسباني، وانتشار الثقافة الأوروبية، حتى أن الاحتفالات في المدن الصغيرة ما زالت تحمل ثقافة هندية حمراء.

### إنجلترا
يقام بهذه المناسبة احتفالات لصنع الفطائر، ومباريات كرة القدم، لكن الاحتفال الأكبر هو الذي يقام في نتنق هل، في أغسطس، ويعتبر من أكبر الكرنفالات في أوروبا. تقام في لندن وضواحيها، أغلب الاحتفالات في الصيف، وتسير فيها العربات، ويتم أيضا أختيار أجمل شابة ريفية، وفي اليوم الأخير لهذه الاستعراضات تسير الفرق في مسيرة.
أما في غرب البلاد، فإن أغلب الكرنفالات تقام في أغسطس، وفيها تسير العربات، بشكل استعراضي، وتتم جمع الأموال للأعمال الخيرية، وتقام فيه احتفالات للألعاب النارية، فهو يعتبرأكبر مهرجان مضيء في أوروبا، والعالم.

### ألمانيا

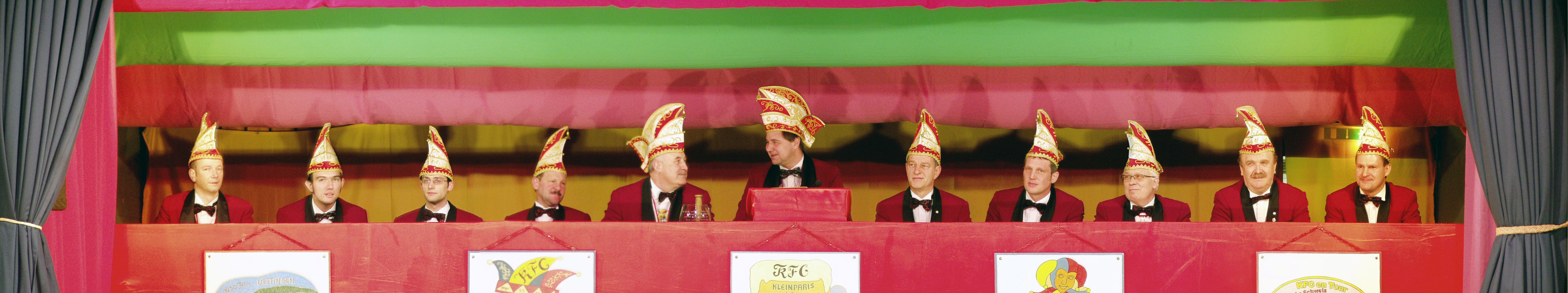
مهرجان الفيرات، ألمانيا

تُقام في ألمانيا، خصوصًا في غرب البلاد، كرنفالات في جميع الأماكن مثل: كريفلد، آخن، مونشغلادباخ، دويسبورغ، وبون، بإستثناء المدن التي تشارك في احتفالات الفاشينغ، في بافاريا، ما عدا مدينة ميونخ التي لها إحتفلات خاصة تسمى، ليلة الصيام (بالألمانية: Fastnacht)، والتي عبارة عن خليط من الاحتفالات. تبدأ احتفالات ألمانيا، مبكرة بشكل عام، فهي تبدأ في بداية يناير، وتنتهي عند إربعاء الرماد.
راينلاند
راينلاند، وهي المنطقة التي تحف نهر الراين، ففيها تنطلق الاحتفالات الألمانية الأصيلة ويتم الاحتفال بطرد الاحتلال البلاروسي، والتأثير الفرنسي، فترة الاحتلال للمنطقة، من خلال محاكاة ساخرة. إن الاحتفالات بشكلها الحديث، بدأت في عام 1823، من خلال نادي كولن، ثم تأسست العديد من الأندية التي تهتم بالكرنفال في جميع المدن الألمانية، واليوم جميعا تحت إشراف الجمعية الألمانية للكرنفال، أغلب المدن والقرى في راينلاند، لها احتفالها الخاص.
جنوب ألمانيا، سويسرا، وغرب النمسا
تبدأ الإحتفلات في منطقة سوابيا، جنوب ألمانيا، في 6 ياناير، وتسمى فاستناخت، هذه الاحتفالات تقام في بادن-فورتمبيرغ، وجزء من بافاريا، ومنطقة ألسش في سويسرا، فورارلبورغ في النمسا.

### اليونان
يُعتبر كرنفال باتراس في بولوبونيس، جنوب اليونان، الكرنفال الأكبر في اليونان، والذي يبدأ قبل أسبوع من الصيام لدى الروم الأرثوذكس، ويكون عادة بين فبراير ومارس.

### هندوراس
في لا شيبا في الهندوراس، تبدأ الاحتفالات في كل عام، السبت الثالث من شهر مايو، حتى ذكرى سان إيسيدرو، وهذا الكرنفال هو الأكبر في أمريكا الوسطى.

### إيطاليا
أول مهرجان أقيم سجل في عام 1268، ورغم أن هذا المهرجان أشتهر بالأقنعة في جميع أنحاء العالم، إلا أنه سابقا، سعي لإيقاف والحد من لبس الأقنعة للسيطرة على هذه الاحتفالات، حيث تحدث العديد من التجاوزات.
كما أسلفنا وأن الاحتفال سمته الأساسية هي لبس الأقنعة، والتي تبدأ من مهرجان سانتو ستيفانو، حتى منتصف الليل من الثلثاء الذي يسبق إربعاء الرماد. حتى أنه في هذه المدينة يتمتع صناع الأقنعة بوضعية خاصة، ونقابات. تستمر الاحتفالات في ميلانو أربعة أيام تنتهي بالسبت الذي يلي أربعاء الرماد، بسبب الطقس.
هناك أيضا عدة كرنفالات مهمة في إيطاليا، مثل شيريالي، فويانو ديلا شينا، بوتيقنانو، سيشاسا، فريقيو وغيرها من الكرنفالات.

### هولندا
في هولندا اليوم الأخير للاحتفالات هو اليوم الذي يسبق أربعاء الرماد، وأشهر الكرنفالات، تقام في المناطق الكاثوليكية، وهي عادًة ما تكون في الجنوب.
اما شكل الاحتفالات، فإنه تشمل مسيرات العربات، وتعرف هذه الاحتفالات بريجنلاندش، (هولندية: Rijnlandsche)، والذي يحمل تأثير ألمانيا، وبلجيكيا، أما أشهر هذه الكرنفالات فهي ماستريخت هولندية ماسترخت، والذي يحاكي فيه مهرجان البندقية الإيطالية.

### بولندا
يتم الاحتفال في بولندا، بشكل تقليدي، فيتم جر العربات المغطاة بالثلج على الجليد، ويشرب فيه الفودكا قبل فترة الصيام.

### أسبانيا

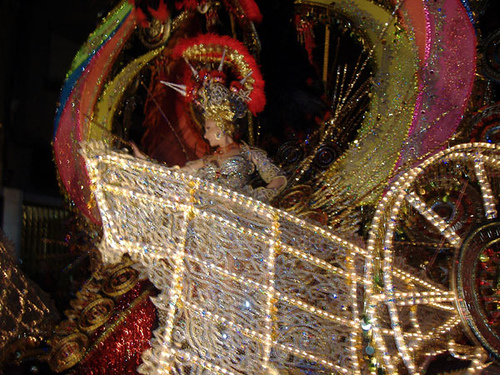
الكرنفال من سانتا كروز دي تينيريف

ربما الاحتفال الأشهر الذي يقام في قاديش، ساتاخيس، فيلانوفا إي لا قلاترو، تراقونا، وبشكل خاص كرنفال سانتا كروز دي تنيرفي، والذي يقام قبل الصيام الكبير في الاحتفالات.في هذا الكرنفال الشهير يتم انتخاب ملكة جمال للشابات.
في ساتاخيس، وهو مهرجان منطقة كاتالونيا، والذي يتسم بالجنون والمظاهر الصاخبة، وتتم فيه الرقصات الفلوكلورية.

### تركيا
تاريخيًا وحتى سنة 1943 مارست المجتمعات المسيحية الأرثوذكسية خصوصًا من المجتمع اليوناني كرنفال خاص أحتفل به سنويًا في يوم ثلاثاء المرافع دعي في بقلاهوراني (باليونانيّة: Μπακλαχοράνι) وتقام هذه الاحتفالات من كل عام في اليوم الذي يسبق أربعاء الرماد، وهو اليوم الأخير قبل الصوم الكبير الأرثوذكسي. في سنة 1943 حظرت الحكومة التركية احتفالات بقلاهوراني. ومع ذلك، بدأت في عام 2010 كان هناك مبادرة إحياء لتقليد بقلاهوراني.

### الولايات المتحدة
هذه الاحتفالات تتم في الولايات المطلة على خليج المكسيك، في الجنوب والتي تتسم بغالبية كاثوليكية.